# Cosmopterix heliactis
Cosmopterix heliactis là một loài bướm đêm thuộc họ Cosmopterigidae. Nó được tìm thấy ở Úc.